# Associação Comercial do Rio de Janeiro

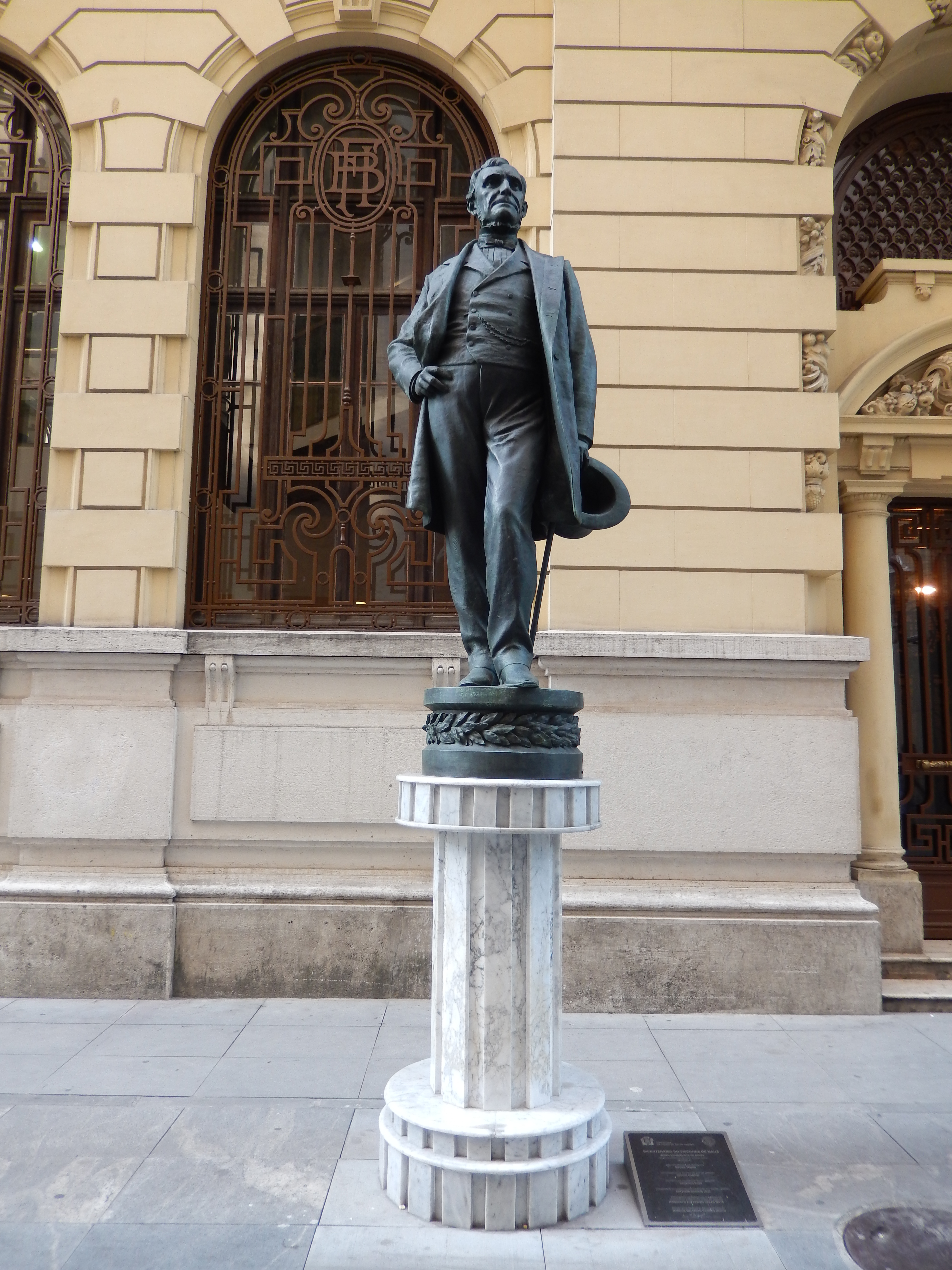
Monumento ao Barão de Mauá na frente da ACRJ (escultura de Rodolfo Bernardelli).

A Associação Comercial do Rio de Janeiro (ACRJ) é uma das mais antigas entidades de representação civil do país, criada em 15 de julho de 1809. É conhecida, também como Casa de Mauá, em homenagem ao seu terceiro presidente, Irineu Evangelista de Sousa, o Visconde de Mauá, comerciante e industrial.
O atual edifício-sede da ACRJ, chamado de Palácio do Comércio, localizado na Rua Candelária 9, no Centro do Rio de Janeiro, foi inaugurado em 23 de maio de 1940, com a presença, entre outras autoridades, do Presidente Getúlio Vargas, do Prefeito do Distrito Federal, Henrique Dodsworth, e do Cardeal Arcebispo do Rio de Janeiro, Dom Sebastião Leme.

## Sedes
1.ª Sede - Construída, pelo arquiteto francês Grandjean de Montigny. Encomendada por João VI de Portugal em 1819 para a instalação da primeira Praça do Comércio da cidade, inaugurada em 1820, localizada na Rua Visconde de Itaboraí, 78 - Centro, Rio de Janeiro. Atualmente é o Centro Cultural Casa França-Brasil.
2.ª Sede - A sede do Beco dos Adelos, a partir de 1834. Localizada na Rua do Mercado, atualmente conhecida como Travessa do Tinoco.
3.ª Sede - A partir de 1890, a ACRJ funcionou no edifício da Rua Primeiro de Março n.º 66.
4.ª Sede - Também denominada de primeira sede provisória em 1922, foi no Palácio do Fio, localizado na Praça XV, mais tarde veio a abrigar o Museu da Imagem e do Som.
5.ª Sede - A da Rua Candelária n.º 9, onde a Associação Comercial funcionou a partir de 1926 e que antes pertencia ao Banco do Brasil.
6.ª Sede - A segunda sede provisória, nos escritórios do Jornal do Brasil, à Avenida Rio Branco n.º 110, a partir de 1935.
7.ª Sede - A sede Definitiva, o Palácio do Comércio, no terreno do antigo edifício da Rua Candelária n.º 9, inaugurada em 23 de maio de 1940.
A pedra fundamental do Palácio do Comércio foi instituída pelo Presidente da República Getúlio Vargas em 9 de setembro de 1937. A construção foi feita pelos arquitetos Henri Sanjous e Auguste Rendu.
Em 2000, o Palácio do Comércio foi decretado Patrimônio Cultural da Cidade do Rio de Janeiro. O prédio faz parte do conjunto arquitetônico tombado Art Déco. O edifício de 15 andares e três terraços, com panorama para a Baia de Guanabara e para a Igreja da Candelária, possui três murais em baixo relevo, do escultor A. Freyhoffer. Dois murais estão localizados no hall de entrada do edifício, o primeiro e maior deles é uma escultura de 12 metros de largura por sete metros de altura, em pedra Caen (França), com o tema “As Riquezas do Brasil”, que retrata a economia brasileira. Os temas são extrativismo, as plantações, as diferentes atividades, a pesca e a pecuária, com o deus romano Mercúrio ao Centro.
O segundo, também no hall e em pedra de Caen, reproduz fielmente o brasão da ACRJ. O terceiro fica no terraço, tem 2,98 metros de largura por 3,47 metros de altura e é uma escultura com o deus Mercúrio em destaque, acompanhado de duas musas – uma em cada lado.
De acordo com o Guia de Arquitetura Art Déco no Rio de Janeiro, da Prefeitura da Cidade, o prédio da ACRJ é a obra de arquitetura mais expressiva, de ordem monumental, construída no Rio de Janeiro de 1930 a 1940.

### Publicações da Associação Comercial do Rio de Janeiro
https://acrj.org.br/index.php/publicacoes-01/
Revista do Empresário da Associação Comercial do Rio de Janeiro http://docpro.com.br/revistadoempresario/
Revista Assuntos Culturais - Publicação Oficial do Conselho Empresarial de Assuntos Culturais da Associação Comercial do Rio de Janeirohttps://acrj.org.br/wp-content/uploads/2021/05/Revista-CE-Assuntos-Culturais-02-WEB.pdf
Revista Competitividade e Ambiente de Negócios - Publicação Oficial do Conselho Empresarial de Competitividade e Ambiente de Negócios da Associação Comercial do Rio de Janeiro https://acrj.org.br/wp-content/uploads/2021/06/Revista-CE-Competitividade-e-ambiente-de-Nego%CC%81cios-WEB.pdf
Revista Governança e Compliance - Publicação Oficial do Conselho Empresarial de Governança e Compliance da Associação Comercial do Rio de Janeiro https://acrj.org.br/index.php/revista-governanca-e-compliance-posts/
Revista Inovação, Comunicação e Tecnologia - Publicação Oficial do Conselho Empresarial de Inovação, Comunicação e Tecnologia da Associação Comercial do Rio de Janeiro https://acrj.org.br/wp-content/uploads/2021/05/Revista-CE-Inovac%CC%A7a%CC%83o-Comunicac%CC%A7a%CC%83o-e-Tecnologia-WEB.pdf
Revista Logística e Transporte - Publicação Oficial do Conselho Empresarial de Logística e Transporte da Associação Comercial do Rio de Janeiro https://acrj.org.br/wp-content/uploads/2021/05/Revista-CE-Logistica-e-Transporte-WEB.pdf